# Император Юряку
Император Юряку (яп. 雄略天皇 ю:ряку тэнно:) — 21-й император Японии, правивший с 25 декабря 456 года по 8 сентября 479 года. Посмертное имя — Охацусэ-но-вака-такэру. Прозвания — Дайаку («Император-злодей» или «Великий Злой Император»), Ютоку («Добродетельный император»).
Сын государя Ингё, племянник государей Ритю и Хандзэя (или Хансё), внук государя Нинтоку.
Имя Вакатакэру опо-кими (獲加多支鹵 大王) упомянуто в надписи на мече из Инарияма 471 года. В китайский династических хрониках назван правителем Японии по имени У (что соответствует слову «такэ / такэру» в прижизненном имени Юряку).

## История

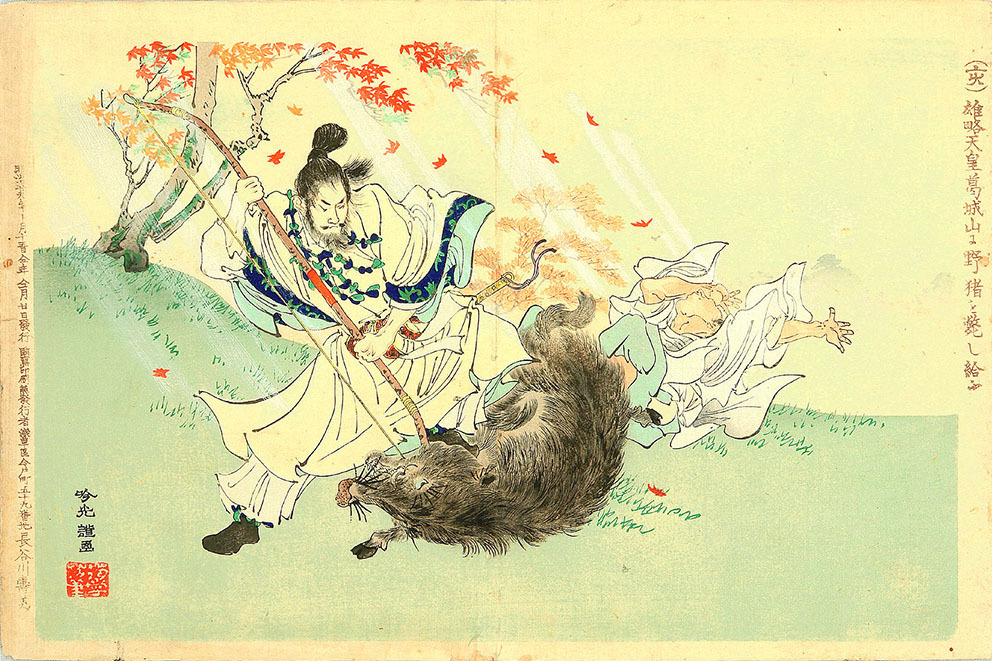
Император Юряку

Император Юряку был коронован после смерти своего брата, 20-го императора Анко, убитого на третьем году своего правления своим пасынком принцем Маёва-но Окими.
После того, как Охацусэ сообщили о смерти императора, он сразу же начал подозревать двух своих старших братьев как заговорщиков.  Сначала он допросил Сакахи-но Курохико, но не получив от него ответа, обнажил меч и и убил брата. После этого он допросил  другого своего брата Сакахи-но Курохико, но тот, как и погибший брат, подозревая недоброе, сохранял молчание, что привело Охацусэ в еще больший гнев.  Улучив момент Маёва-но Окими  и Сакахи-но Курохико сбежали и скрылись в доме одного придворного, где их настиг Охацусэ. После недолгих переговоров будущий император сжег обоих принцев заживо вместе с поместьем.
Тем не менее по мнению авторитетного японоведа Френсиса Бринкли, убийцей мог быть принц Охацусэ-но-Вакатакэру, будущий император Юряку.  Бринкли утверждает, что если у Охацусе не было проблем с убийством нескольких членов своей семьи, чтобы завоевать трон, то нет причин, по которым он не начал бы с правящего императора.  
В результате в борьбе за трон остался старший сын  императора Ритю  принц Итинобэ-но Осива. Охацусэ был возмущен тем, что Анко формально хотел передать власть Итинобе.  Псевдоисторические так называемые японские хроники «Нихон Сёки» и «Кодзики»,  совокупно также известные как «Кики» (記紀),  описывают, как Охацусэ взял принца Итинобе и его младшего брата принца Миму на охоту и «предательски» убил их. Сыновья принца Итинобе бежали в  Хариму  и скрылись, позже став  императорами Кэндзо  и  Нинкэн.   Охацусэ (позже известный как император Юрьяку) был возведен на трон где-то после этого, в ноябре 456 года.  Впоследствии новый император перенес свою резиденцию в  Сакураи, Нара. Вдова императора Ритю  Кусака-но-хатаби-но-химэмико  была назначена императрицей с тремя наложницами в марте 457 года.  
Юряку силой сверг мятежных местных князей, резко усилив централизованную власть в государстве Ямато и установив могущественную тиранию. В 463 году ему пришлось бороться с мятежом рода Киби на Корейском полуострове.
Согласно  японским хроникам «Кики»,  правление императора Юряку было полно тирании и жестокости. Он якобы приказал, чтобы девушку «растянули на дереве и зажарили до смерти» из-за неуместной привязанности. В другом рассказе говорится, что он убил одного из своих слуг во время охоты, потому что тот не понимал, как разделывать мясо животных. Юряку также якобы удалил высокопоставленного чиновника на дальнюю должность, чтобы полакомиться его женой. Император самовольно и капризно убил столько мужчин и женщин, что в народе его стали называть Великий Злой Император. Однако отмечается, что Юряку улучшил свое поведение после наставлений императрицы. Что касается более положительных моментов, то Юряку во время своего правления очень поощрял искусства и ремесла. Императрица разводила тутового шелкопряда, а из Пэкче были вызваны опытные ремесленники. Хотя сама императрица не родила Юряку детей, у него было три сына и две дочери от наложниц. 
Одна из легенд гласит, что в 463 году император Юряку приказал кабанэ Сугару доставить во дворец ками грома с горы Мимуро. Сугару подчинился, полагая, что у божества не будет причин отказываться от приглашения императора, и отправился в путь с алебардой с красным знаменем, символизирующим его должность императорского посланника. При прибытии Сугару к горе Мимуро грянул гром. Сугару, заручившись поддержкой жрецов, поместил ками в виде огромного змея в переносной экипаж, чтобы его доставить к Императору. Но, по словам императора, пренебрежение надлежащими ритуалами очищения и религиозным воздержанием вызвало гнев громового ками, который выразил свое недовольство звуками грома и грозными огненными глазами. Император Юряку от испуга убежал внутрь дворца, прикрывая глаза. Великий змей был возвращен Мимуро, и Император сделал множество подношений, чтобы умилостивить разгневанное божество. Эта история записана в Нихонги и упомянута Уильямом Джорджем Астоном в «Синто, древняя религия Японии», а также в нескольких других книгах.